# DG Harmony
Die DG Harmony war ein Containerschiff des Typs BV 1800.

## Allgemeines
Das Schiff wurde 1990 unter der Baunummer 1067 beim Bremer Vulkan für die Schiffahrtsgesellschaft „Alle“ gebaut. Es kam zunächst unter deutscher Flagge mit Heimathafen Bremen in Fahrt (Rufzeichen: DEGM) und wurde mit verschiedenen Charternamen eingesetzt. Im September 1998 wurde das Schiff für knapp 16,5 Mio. US-Dollar an Navigator Shipping, einer Tochtergesellschaft von Safmarine und CMBT Lines, verkauft. Sie brachte das Schiff als DG Harmony unter die Flagge der Isle of Man. Das Schiff fuhr zu dieser Zeit in Charter der DiGregorio Navegacao, die es im Liniendienst der Independent Carrier Alliance zwischen der Ostküste der Vereinigten Staaten und Brasilien einsetzte. Die Bereederung wurde an das Hamburger Unternehmen Leonhardt & Blumberg vergeben.

## Technische Daten und Ausstattung
Das Schiff wurde von einem Siebenzylinder-Zweitakt-Dieselmotor des Herstellers MAN B&W angetrieben (Typ: 7L60MC). Der Motor mit 12.180 kW Leistung wurde beim Bremer Vulkan in Lizenz gebaut.
Die Containerkapazität des Schiffes war mit 1.799 TEU angegeben. Davon konnten 708 TEU in den drei Laderäumen und 1.091 TEU an Deck geladen werden. An Deck konnten maximal sieben Container übereinander geladen werden. Für Kühlcontainer waren 70 Anschlüsse vorhanden. Alle Laderäume waren für den Transport von Gefahrgut zugelassen.
Die Decksaufbauten befanden sich weit achtern. Davor befanden sich insgesamt zehn 40-Fuß-Bays. Das Schiff war ohne Ladegeschirr gebaut, wurde aber Mitte der 1990er-Jahre mit drei Kranen für den Ladungsumschlag nachgerüstet. Diese befanden sich mittschiffs zwischen Bay 2 und 3, Bay 5 und 6 sowie Bay 9 und 10. Zwischen diesen Bays konnten weitere Container quer gestaut werden.

## Explosion und Feuer
Am 9. November 1998 kam es gegen 7:20 Uhr an Bord des Schiffes zu einer Explosion im Laderaum 3. Die Explosion riss einen Teil der Lukendeckel des Laderaums ab. Das Schiff, das u. a. zehn mit jeweils circa 16 t Calciumhypochlorit beladene Container an Bord hatte, befand sich auf einer Reise von den Vereinigten Staaten, wo es New York, Newport News, Savannah und Miami angelaufen hatte, nach Brasilien vor der Nordküste Brasiliens. Mindestens einer dieser Container war Ursache für die Explosion, nachdem sich das Calciumhypochlorit stark erwärmt hatte und nach thermischem Durchgehen schließlich die Explosion verursachte. Infolge der Explosion kam es zu einem Brand, der mit Bordmitteln nicht bekämpft werden konnte. Gegen 18 Uhr verließ ein Teil der Besatzung das Schiff, gegen 2 Uhr in der Nacht wurde es schließlich aufgegeben. Die Besatzung wurde vom Containerschiff Sealand Uruguay aufgenommen, das sich in der Nähe befand.
Das Schiff brannte in den folgenden drei Wochen vollständig aus.
Die Container waren als Gefahrgut der Klasse 5.1 deklariert und an Bord gemäß den Stauvorschriften des IMDG-Codes gestaut. Diese gaben jedoch nur vor, dass Calciumhypochlorit nicht länger als 24 Stunden einer Temperatur von mehr als 55 °C ausgesetzt sein darf. Tatsächlich stellte sich heraus, dass die kritische Umgebungstemperatur lediglich bei 41 °C und damit deutlich unter der im IMDG-Code angegebenen Temperatur lag.

## Verbleib des Schiffes
Das ausgebrannte Schiff wurde nach Curaçao geschleppt, wo es im Januar 1999 ankam. Es wurde zum Totalverlust erklärt und in Tampico abgebrochen.